# Cat eye-syndromet
Cat eye-syndromet är ett ovanligt syndrom som bland annat orsakar en del missbildningar samt ibland även utvecklingsstörning. Syndromet har fått sitt namn på grund av en missbildning i ögat som gör att pupillen är avlång.

## Förekomst
Det föds cirka ett till två barn per år med cat eye-syndromet i Sverige. Man uppskattar att risken för att ett barn ska födas med syndromet är en på 50 000-150 000.

## Ärftlighet
I de flesta fall innebär Cat eye-syndromet en nymutation, det vill säga syndromet går inte att spåra tillbaka genetiskt. Föräldrarna har då en extremt liten risk att få ytterligare ett barn med samma syndrom. Barnet blir däremot bärare av den skadade genen och riskerar därigenom att bära den vidare till sina egna barn.

## Orsak
Syndromet beror på en kromosomavvikelse i kromosom 22, där det finns för mycket materia ibland även en extrakromosom, det vill säga en dubblering av kromosom 22.

## Symtom

### Ögon och ansikte
Personer med cat eye-syndromet har ett karaktäristiskt utseende. Det handlar främst om ögonen som ofta är sneda, smala och bredsittande. Även skelning och mongolveck är vanligt. Kolobom (defekt slutning av ögat) och mikroftalmi (underutvecklat öga). Ibland saknas dessutom regnbågshinnan helt.
Även missbildade öron är vanligt. De har ofta en avvikande form och ibland finns små knoppar eller gropar framför dem. Olika typer av ansiktsmissbildningar bidrar till det ovanliga utseendet, bland annat är näsroten platt och hakan liten. Koanalatresi påverkar även andningen och bör opereras vid tidig ålder. Många med cat eye lider även av gomspalt.

### Andra symtom
Missbildningar i tarmar och könsorgan är mycket vanligt. Ibland förekommer total avsaknad av analöppning, analatresi, vilket kan leda till att barnet får bära en stomipåse under sin första levnadstid. Fistlar uppstår ofta mellan ändtarm och urinblåsan eller i olika delar av könsorganen.
Även missbildningar på hjärta, lungor och njurar är vanligt förekommande. Ibland saknas en njure, men ibland har de en extra.

### Begåvning
Nästan alla som föds med syndromet har någon form av utvecklingsstörning, oftast en mycket lindrig. Begåvningen hos personer med Cat eye-syndromet kan dock variera från grav utvecklingsstörning till normalbegåvning.

## Behandling
Det är viktigt att barn som får diagnosen Cat eye undersöks ordentligt tidigt, detta för att upptäcka hjärt- och njurfel med mera. De olika symtomen måste så klart behandlas var för sig, varpå ständig uppföljning är viktig för personens hälsa.